# Топсі
То́псі (англ. Topsy; близько 1875 — 4 січня 1903, Коні-Айленд, Нью-Йорк, США) — азійська слониха, яка виступала у цирку (Нью-Йоркський Луна-парк) у американського дресирувальника Адама Форпо (англ. Adam Forepaugh). Впродовж трьох років Топсі вбила трьох людей (включаючи жорстокого дресирувальника, котрий намагався змусити Топсі з'їсти підкурену цигарку). Після цих смертельних випадків її визнали небезпечною для людей і стратили електричним струмом.

## Страта

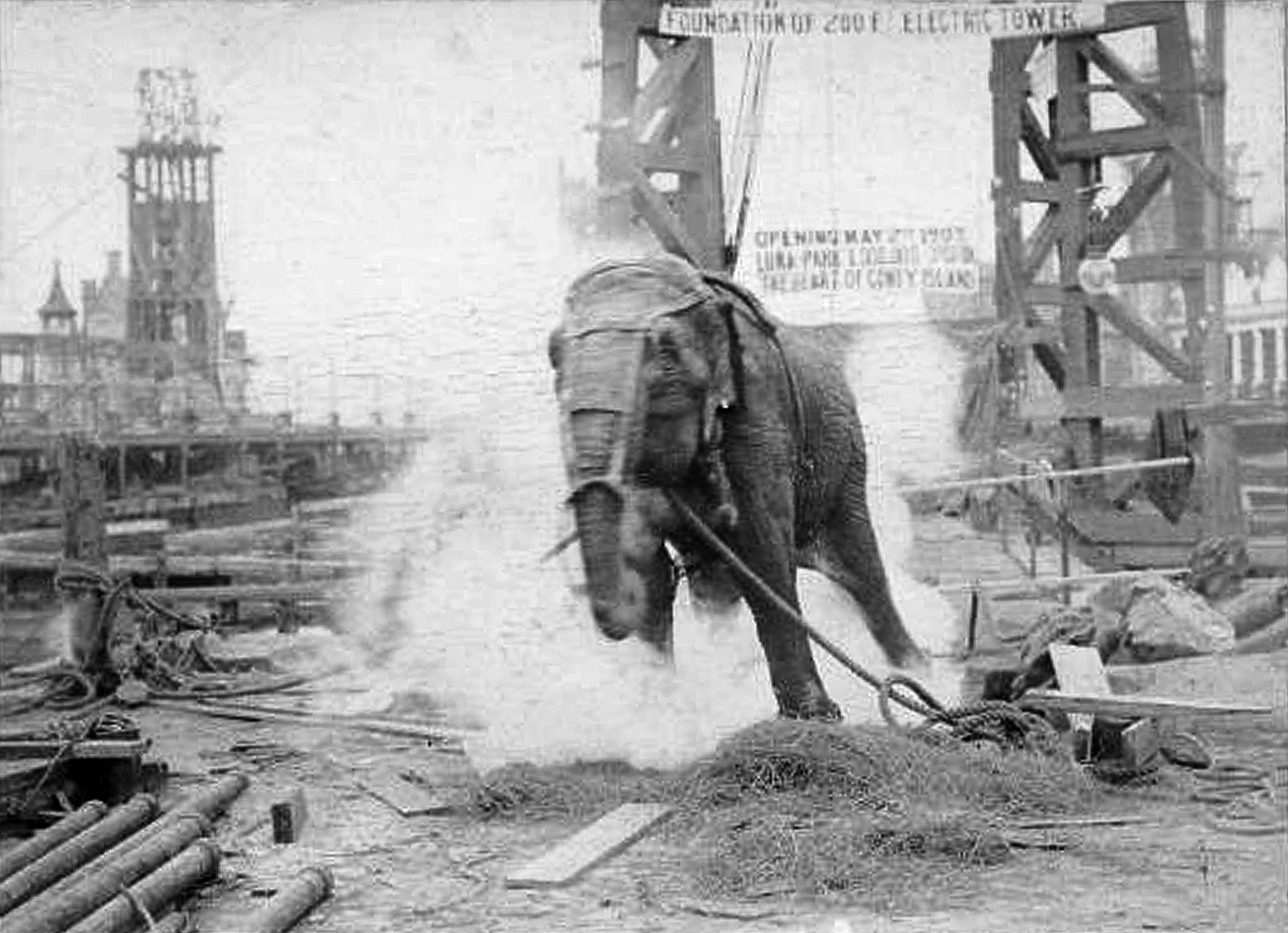
Страта Топсі. Позаду на фото — недобудована «електрична вежа»

Способом страти спочатку було обрано повішення, але після протесту, заявленого Американським товариством по запобіганню жорстокому поводженню з тваринами, господарі Топсі були змушені вдатися до іншого способу. Винахідник Томас Едісон запропонував убити слониху за допомогою змінного струму, що застосовувався для страти людей-злочинців з 1890 року. Для прискорення процедури страти перед цим Топсі нагодували морквою, начиненою 460 г ціаністого калію. Потім співробітник компанії Едісона Д. П. Шарки (англ. D. P. Sharkey) під'єднав до слонихи, яку взули у спеціальні мідні сандалі, металевий трос і електроди і пропустили через тіло тварини електричний струм під напругою 6600 В. Смерть настала протягом 10 секунд. Свідками страти стали близько півтори тисячі осіб. Співробітники компанії Edison Manufacturing Co. зняли процес страти на кіноплівку, назвавши «Електрична страта слона», і ці кадри були широко розповсюджені у пресі.
Пожежу 1944 року, яка знищила Луна-парк разом з більшістю атракціонів Коні-Айленда, неофіційно називали «помстою Топсі» (англ. Topsy's Revenge).
20 липня 2003 року у музеї Коні-Айленда був встановлений пам'ятник Топсі.

## У популярній культурі
Фрагменти «Електричної страти слона» використовувалися в багатьох творах візуального мистецтва. Серед них:
Мультсеріали
- Американський мультсеріал «Закусочна Боба» (2011)

Кіно
- Фільм-колаж Майкла О'Донохью «Мондо-відео містера Майка» (1979)
- Документальний фільм Ерола Морріса про експерта Федерального суду США по стратах Фреда А. Луктера «Містер Смерть: злет і падіння Фреда А. Луктера-молодшого» (1999)
- Художній фільм Майкла Алмерейди «Гамлет» (2000)
- Художній фільм Роберта Едвардса (англ. Robert Edwards «Земля сліпих» (2006)

Музичне відео
- Відеокліп американської хеві-метал-групи Tourniqet «Ark of Suffering» (1996)
- Відеоальбом американської індастріал-групи Nine Inch Nails Closure (1997)
- Відеокліп австралійської електронної групи All India Radio «Persist» (2008)

Образотворче мистецтво
- Шоу-виставка 2008 року американської художниці британського походження Сью Коу «Слони, яких ми ніколи не повинні забувати» (англ. Elephants We Must Never Forget[3]

Комп'ютерні ігри
- Комп'ютерна гра Assassin's Creed II (2009)